# Jeannette Altwegg
Jeannette Eleanor Altwegg, CBE (Bombaim, Índia, 8 de setembro de 1930 — Berna, 18 de junho de 2021) foi uma patinadora artística britânica. Ela conquistou duas medalhas olímpicas, uma de ouro em 1952 e uma de bronze em 1948.

## Principais resultados
| Resultados                                            | Resultados    | Resultados        | Resultados        | Resultados       | Resultados      | Resultados      | Resultados    | Resultados    | Resultados    | Resultados    | Resultados    | Resultados    |
| Internacional                                         | Internacional | Internacional     | Internacional     | Internacional    | Internacional   | Internacional   | Internacional | Internacional | Internacional | Internacional | Internacional | Internacional |
| Evento/Temporada                                      | 1946– 1947    | 1947– 1948        | 1948– 1949        | 1949– 1950       | 1950– 1951      | 1951– 1952      |               |               |               |               |               |               |
| ----------------------------------------------------- | ------------- | ----------------- | ----------------- | ---------------- | --------------- | --------------- | ------------- | ------------- | ------------- | ------------- | ------------- | ------------- |
| Jogos Olímpicos                                       |               | Medalha de bronze |                   |                  |                 | Medalha de ouro |               |               |               |               |               |               |
| Campeonato Mundial                                    | 5.ª           | 4.ª               | Medalha de bronze | Medalha de prata | Medalha de ouro |                 |               |               |               |               |               |               |
| Campeonato Europeu                                    | 4.ª           | 5.ª               | Medalha de bronze | Medalha de prata | Medalha de ouro | Medalha de ouro |               |               |               |               |               |               |
| Nacional                                              |               |                   |                   |                  |                 |                 |               |               |               |               |               |               |
| Campeonato Britânico                                  |               | Medalha de ouro   | Medalha de ouro   | Medalha de ouro  | Medalha de ouro |                 |               |               |               |               |               |               |
|                                                       |               |                   |                   |                  |                 |                 |               |               |               |               |               |               |
| Legenda: Competição não foi disputada nesta temporada |               |                   |                   |                  |                 |                 |               |               |               |               |               |               |